# Juan Antonio Martínez Camino
Juan Antonio Martínez Camino est un évêque espagnol né le 9 janvier 1953 à Siero, dans les Asturies.
Il est secrétaire général de la Conférence épiscopale espagnole entre 2003 et 2013.
Le 17 novembre 2007, il est nommé évêque auxiliaire de Madrid et évêque titulaire de Bigastro (de).